# Coole
Coole és un municipi al departament francès del Marne (regió de Gran Est). L'any 2007 tenia 139 habitants. El nom de la localitat queda testimoniat en les formes següents: Cosla el 983, Cosle el 1117; Kosla el 1135; Coola, castrum Coole el 1187; Cola el 1191; Cossla el 1210; Cole cap al 1222; Coule, Coulle cap al 1252; Coole el 1263; Villa que Cole vulgaliter appellatur l'any 1276; Coole el 1469; Coole-en-Champaigne el 1504. El nom prové del mot gal "coslo-".

## Demografia

### Població
El 2007 la població de fet de Coole era de 139 persones. Hi havia 67 famílies, de les quals 24 eren unipersonals (12 homes vivint sols i 12 dones vivint soles), 27 parelles sense fills i 16 parelles amb fills.
La població ha evolucionat segons el següent gràfic:

### Habitatges
El 2007 hi havia 72 habitatges, 66 eren l'habitatge principal de la família, 2 eren segones residències i 4 estaven desocupats. 71 eren cases i 1 era un apartament. Dels 66 habitatges principals, 48 estaven ocupats pels seus propietaris, 15 estaven llogats i ocupats pels llogaters i 4 estaven cedits a títol gratuït; 3 tenien dues cambres, 8 en tenien tres, 24 en tenien quatre i 31 en tenien cinc o més. 59 habitatges disposaven pel capbaix d'una plaça de pàrquing. A 28 habitatges hi havia un automòbil i a 28 n'hi havia dos o més.

### Piràmide de població
La piràmide de població per edats i sexe el 2009 era:
| Homes | Edats   | Dones |
| ----- | ------- | ----- |
| 0     | 95 o +  | 0     |
| 0     | 90 a 94 | 0     |
| 4     | 85 a 89 | 0     |
| 4     | 80 a 84 | 4     |
| 4     | 75 a 79 | 12    |
| 8     | 70 a 74 | 8     |
| 0     | 65 a 69 | 8     |
| 4     | 60 a 64 | 0     |
| 12    | 55 a 59 | 4     |
| 4     | 50 a 54 | 8     |
| 4     | 45 a 49 | 4     |
| 4     | 40 a 44 | 0     |
| 4     | 35 a 39 | 8     |
| 4     | 30 a 34 | 0     |
| 4     | 25 a 29 | 8     |
| 4     | 20 a 24 | 0     |
| 4     | 15 a 19 | 0     |
| 8     | 10 a 14 | 0     |
| 0     | 5 a 9   | 4     |
| 0     | 0 a 4   | 4     |

## Economia
El 2007 la població en edat de treballar era de 91 persones, 67 eren actives i 24 eren inactives. De les 67 persones actives 61 estaven ocupades (32 homes i 29 dones) i 6 estaven aturades (1 home i 5 dones). De les 24 persones inactives 10 estaven jubilades, 3 estaven estudiant i 11 estaven classificades com a «altres inactius».

### Ingressos
El 2009 a Coole hi havia 68 unitats fiscals que integraven 153 persones, la mediana anual d'ingressos fiscals per persona era de 20.409 €.

### Activitats econòmiques
Dels 5 establiments que hi havia el 2007, 2 eren d'empreses de comerç i reparació d'automòbils, 1 d'una empresa de transport, 1 d'una empresa d'hostatgeria i restauració i 1 d'una empresa de serveis.
L'únic servei als particulars que hi havia el 2009 era un restaurant.
L'any 2000 a Coole hi havia 15 explotacions agrícoles.

## Poblacions més properes
El següent diagrama mostra les poblacions més properes.